# Hans-Henrik Ørsted
Hans-Henrik Ørsted (nascido em 13 de dezembro de 1954) é um ex-ciclista de pista profissional dinamarquês e multi-medalhista nas Olimpíadas e em campeonatos mundiais em perseguição. Ele competiu em muitas corridas de seis dias do ciclismo de pista, na Europa.
Após se tornar profissional, Ørsted foi um dos atletas que representou a Dinamarca nos Jogos Olímpicos de 1980, em Moscou, onde conquistou uma medalha de bronze competindo na prova de perseguição individual (4000 m).
No Campeonato Mundial como profissional, ele ganhou 3 medalhas de ouro, três de prata e duas de bronze.